# Eynsham Dumpling (manzana)
Eynsham Dumpling es una  variedad cultivar de manzano (Malus domestica).
Criado por F.W.Wastie, un híbrido del cruce de 'Blenheim Orange' x 'Sandringham' Eynsham, Oxford Inglaterra. Fue recibido por el "National Fruit Trials" en 1960. Las frutas tienen pulpa firme con un sabor bastante ácido y un poco rico.

## Historia
'Eynsham Dumpling' es una variedad de manzana, híbrido del cruce de 'Blenheim Orange' x 'Sandringham'. Esta fue una de las 14 variedades desarrolladas por Eynsham, Oxfordshire Inglaterra (Reino Unido), por el criador de manzanas Frederick William Wastie (1857-1937). Fue recibido por el "National Fruit Trials" en 1960.
'Eynsham Dumpling' se cultiva en la National Fruit Collection con el número de accesión: 1960-047 y Accession name: Eynsham Dumpling.

## Características
'Eynsham Dumpling' tiene un tiempo de floración que comienza a partir del 8 de mayo con el 10% de floración, para el 13 de mayo tiene una floración completa (80%), y para el 19 de mayo tiene un 90% de caída de pétalos.
'Eynsham Dumpling' tiene una talla de fruto de grande a muy grande; forma amplia globoso cónica, altura 78.53 mm y anchura 93.97 mm; con nervaduras de medio a débiles, y corona muy débil; epidermis con color de fondo verde amarillo, importancia del sobre color débil, con color del sobre color rojo anaranjado, con sobre color patrón rubor con un rojo cobrizo en la cara expuesta al sol y muy rojizo desde la cavidad del tallo hacia arriba, "russeting" (pardeamiento áspero superficial que presentan algunas variedades) de bajo a medio; cáliz de tamaño mediano y parcialmente abierto, ubicado en una cuenca estrecha y poco profunda; pedúnculo corto y delgado, colocado en una cavidad cubierta de "russeting" medianamente profunda y estrecha; carne de color blanco, firme, picante, de sabor suave.
Su tiempo de recogida de cosecha se inicia a principios de octubre. Se conserva bien durante tres meses en cámara frigorífica.

## Usos
De uso preferentemente en cocina pues hace una salsa suave de color amarillo limón.

## Ploidismo
Diploide, auto estéril. Grupo de polinización: D, Día 13.